# Hôtel Bullion

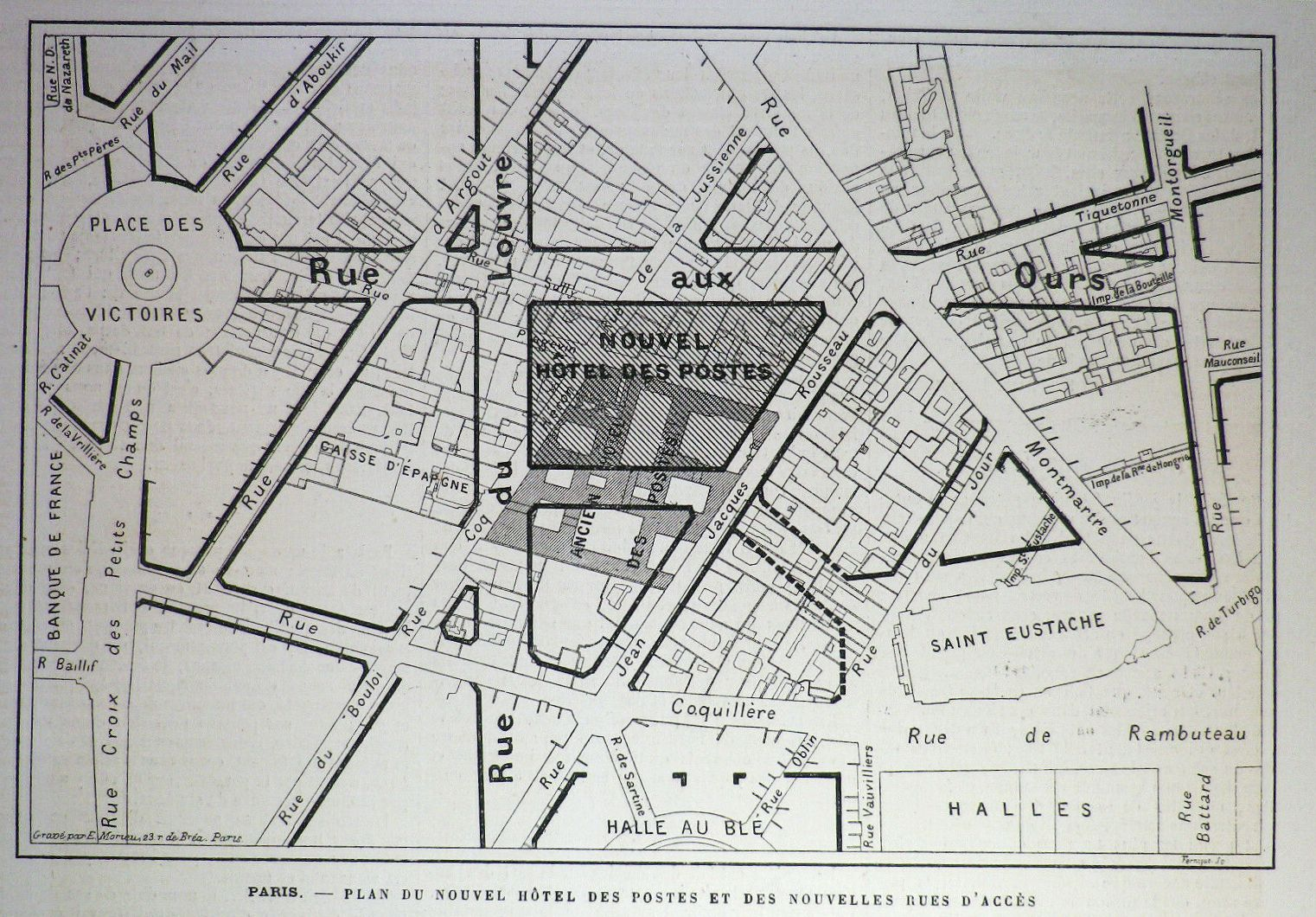
La Caisse d'Epargne (antiguo Hôtel Bullion) sobre un plano de 1880, proyectando la amputación de la rue Coq-Héron para la apertura de la rue du Louvre.

El hôtel Bullion u hôtel Thoinard,también deletreado Thoynard', es el resto del antigua hôtel particulier de Claude de Bullion, Superintendente de Finanzas de Luis XIII, del siglo XVII, remodelado en el siglo XVIII, ubicado en la rue Coq-Héron, en la esquina de rue du Louvre, en el 1 distrito de París, Francia.
Desde 1844 alberga la Caisse d'Epargne, fundada en 1818 con el nombre de Caisse d'Épargne et de Prévoyance de Paris y hoy es considerada la sede histórica de este banco.
Está catalogado como monumento histórico desde el 24 de marzo de 1925.

## Historia
Toma su nombre de Claude de Bullion, quien lo compró en 1613, entre la rue du Coq-Héron y la rue Plâtriere. Salomon de Brosse lo amplió en 1614 y posteriormente se realizaron varias mejoras. Desapareció durante la apertura de la rue du Louvre en el XIX.
La primera caja de ahorro y previsión se creó en 1818 en este hotel.